# Svaz mladých komunistů Československa
Svaz mladých komunistů Československa (SMKČ) byl spolkem zaregistrovaným Ministerstvem vnitra ČR 29. října 2008 (IČO 26580861). Činnost zahájil Ustavujícím sjezdem, který se uskutečnil 22. listopadu 2008 v Přerově. Prvním předsedou byl Lukáš Kollarčík.
Členem SMKČ mohla být jen fyzická osoba trvale žijící na území České republiky ve věku 15–35 let, která souhlasila se stanovami a programovým cílem SMKČ.
Ve dnech 15. – 16. listopadu 2014 proběhlo v Praze jednání III. sjezdu SMKČ (poslední známý sjezd SMKČ) a bylo na něm zvoleno nové vedení, nebyla však zveřejněna jména členů, kteří byli do vedení zvoleni. Organizace byla členem maoisticky orientované Mezinárodní koordinace revolučních stran a organizací.
Periodikem SMKČ byl československý časopis Vzdor, který vydával společně se slovenskou politickou stranou Vzdor – strana práce.
Do povědomí vešel SMKČ především v souvislosti se smrtí bývalého prezidenta České republiky Václava Havla, kdy vydal letáky s výzvou k národním oslavám tohoto skonu. SMKČ byl také zmiňován v souvislosti s vyhrožováním fyzickou likvidací svých názorových oponentů.
Organizace byla také známá svým útokem na KSM. SMKČ byl jedním antikomunistickým blogerem mimo jiné spojován s kauzou poslaneckého asistenta Jiřího Dolejše Jaromíra Petelíka, na jehož údajném facebookovém profilu byla zveřejněna výzva: „Je čas rozvěšet pravičáky po městech republiky, vyvlastnit násilím všechny podnikatele, do desátého kolena zabavit majetky jejich rodinám…“. Autorem této výzvy byl podle onoho blogera patrně člen SMKČ Dalibor Špidla.
KSČM i KSM se od SMKČ opakovaně distancovaly a deklarovaly, že s touto organizací nemají nic společného.
V dubnu 2014 oznámil (později vyloučený člen SMKČ) Vojtěch Mišičák, že spoluzakládá politickou stranu s názvem Komunistická strana česká 21.
7. června 2018 rozhodl soud o likvidaci SMKČ. Likvidaci odůvodnil tím, že SMKČ nedoložil právní důvod užívání sídla, zároveň se žádný z oslovených členů či bývalých členů SMKČ proti likvidaci nevyslovil.